# Террі Медвін
Террі Медвін (англ. Terence "Terry" Cameron Medwin; 25 вересня 1932, Свонсі — 1 травня 2024) — валлійський футболіст, захисник.

## Клубна кар'єра
У дорослому футболі дебютував 1949 року виступами за «Свонсі Сіті», в якому провів сім сезонів, взявши участь у 148 матчах чемпіонату. Більшість часу, проведеного у складі «лебедів», був основним гравцем захисту команди. У складі «Свонсі Сіті» був одним з головних бомбардирів команди, маючи середню результативність на рівні 0,41 голу за гру першості.
До складу клубу «Тоттенгем Готспур» приєднався 1956 року, в якому і завершив кар'єру, зігравши перед тим за лондонський клуб 197 матчів в національному чемпіонаті.

## Виступи за збірну
1953 року дебютував в офіційних матчах у складі національної збірної Уельсу. Всього провів у формі головної команди країни 30 матчів, забивши 6 голів.
У складі збірної був учасником чемпіонату світу 1958 року у Швеції.

## Титули і досягнення
- Чемпіон Англії (1):

«Тоттенгем Готспур»: 1960–61
- Володар Кубка Англії (2):

«Тоттенгем Готспур»: 1960–61, 1961–62
- Володар Суперкубка Англії (2):

«Тоттенгем Готспур»: 1961, 1962
- Володар Кубка Кубків УЄФА (1):

«Тоттенгем Готспур»: 1962–63